# Alloza
Alloza é um município da Espanha na província de Teruel, comunidade autónoma de Aragão. Tem 81,63 km² de área e em 2021 tinha 577 habitantes (densidade: 7,1 hab./km²).

## Demografia
| Variação demográfica do município entre 1991 e 2004 | Variação demográfica do município entre 1991 e 2004 | Variação demográfica do município entre 1991 e 2004 | Variação demográfica do município entre 1991 e 2004 |
| --------------------------------------------------- | --------------------------------------------------- | --------------------------------------------------- | --------------------------------------------------- |
| 1991                                                | 1996                                                | 2001                                                | 2004                                                |
| 913                                                 | 831                                                 | 720                                                 | 691                                                 |